# 고스트 오브 쓰시마
《고스트 오브 쓰시마》(Ghost of Tsushima)는 서커 펀치 프로덕션이 개발하고 소니 인터랙티브 엔터테인먼트가 배급한 2020년 액션 어드벤처 게임이다. 플레이스테이션 4 플랫폼으로 개발돼 2020년 7월 17일 처음  출시됐다.
배경은 원나라의 일본 원정 시기의 쓰시마섬으로 주인공은 쓰시마를 보호할 사명을 가진 사무라이 사카이 진이다. 진은 몽골군에 패배하는 현실을 앞두고 사무라이 정신을 따라 명예와 전통을 유지할지, 사무라이의 길에서 벗어난 수단으로 섬을 보호할 것인지 결정해야 한다. 탐험할 수 있는 거대한 오픈 월드 내에서 플레이어는 적과 조우시 진의 카타나로 정면승부를 하거나 '망령'의 정체성을 따라 잠입 전술을 활용해 상대를 암살할 수 있다. 일인용 모드 이외에 2020년 10월에 다인용 모드 《고스트 오브 쓰시마: 레전즈》가 발매됐다.
서커 펀치는 2014년 《인퍼머스 퍼스트 라이트》 출시 후 《인퍼머스》 시리즈와는 대조되는 근접전투에 특화된 게임 개발을 목표로 제작에 착수했다. 재팬 스튜디오와 협력했으며 게임 내 일본이 문화적 및 역사적으로 정확하게 묘사하기 위해 쓰시마 현지에 두 차례 방문했다. 제작에 참고한 작품으로 구로사와 아키라 영화들을 필두로 한 찬바라 사무라이 영화와 만화책 《우사기 요짐보》가 있었다. 게임 내 풍경과 최소주의 화풍은 《완다와 거상》으로부터 영감받았으며 게임 내 장소들은 "사진가의 완벽한 꿈"이 되게끔 구상했다. 게임상 지형은 실제 쓰시마섬에 기반하나 개발진은 현실환경에 구애받지 않고 설계하고자 했다. 음악은 일랜 에쉬케리와 우에바야시 시게루가 작곡했다.
2020년 7월 플레이스테이션 4로 먼저 발매됐으며, 2021년 8월 플레이스테이션 4 및 플레이스테이션 5로 확장팩 "이키섬"이 담긴 감독판이 발매됐다. 출시 당시 《고스트 오브 쓰시마》는 근접전투, 이야기, 등장인물, 연기, 음악 등이 장점으로 꼽히며 긍정적인 평가를 받았으나, 일부 잠입 게임플레이와 오픈 월드 구조가 지적받았다. 2022년 7월 기준으로 누적판매량이 973만 장 이상으로 소니 사상 가장 빨리 팔린 게임 순위권에 진입하며 상업적 성공을 거뒀다. 더 게임 어워즈 2020와 24회 D.I.C.E. 어워즈에서 올해의 게임 후보군에 올랐다. 2022년 기준으로 영화판이 제작중이다.

## 게임플레이
검술을 통해 상대를 제압하는 것 이외에도 잠입, 장지문 너머의 적을 찌를 수 있는 것 등이 가능하다.

## 출시
2018년 일렉트로닉 엔터테인먼트 엑스포를 통해 게임플레이 영상이 최초 공개됐다.

## 반응
《고스트 오브 쓰시마》는 리뷰 애그리게이터 웹사이트 메타크리틱에서 플레이스테이션 4판이 83/100점을 기록해 "대체적으로 긍정적인 평가를 받았다.